# Woodianthus
Woodianthus, biljni rod iz porodice Malvaceae. Opisan je 2012. godine otkrićem nove vrste Woodianthus sotoi iz bolivijskog departmana Santa Cruz,. Klasificiran je tribusu Hibisceae.